# ماسايا كوجيما
ماسايا كوجيما (باليابانية: 小島 雅也) (مواليد 9 نوفمبر 1997)، هو لاعب كرة قدم ياباني سابق كان يلعب كمدافع.

## وصلات خارجية
- ماسايا كوجيما على موقع رابطة كرة القدم اليابانية للمحترفين (اليابانية)
- ماسايا كوجيما على موقع قاعدة بيانات كرة القدم.إي يو (الإنجليزية)
- ماسايا كوجيما على موقع Soccerway.com (الإنجليزية)
- ماسايا كوجيما على موقع عالم كرة القدم.نت (الإنجليزية)
- ماسايا كوجيما على موقع كووورة